# Lombardi (cognome)
Lombardi è un cognome di lingua italiana.

## Varianti
Lombardelli, Lombardello, Lombardini, Lombardino, Lombardo, Longobardi, Longobardo.

## Origine e diffusione
Di origine etnica, fa riferimento al popolo germanico dei Longobardi. Potrebbe indicare altresì un'origine dall'Italia settentrionale, nota come Lombardia nel Medioevo.
Lombardi è il diciannovesimo cognome per diffusione in Italia, distribuito su tutto il territorio, e portato da oltre 11.500 famiglie.
Nelle regioni meridionali ed in particolare in Sicilia, il cognome risulta essere maggiormente diffuso nella variante Lombardo, ed è portato da oltre 8.500 famiglie, attestandosi al sessantunesimo posto per frequenza a livello nazionale.

## Persone
- Carlo Lombardi, attore italiano (Lucca, n.1900 - Roma, † 1984)
- Maurizio Lombardi, attore e regista teatrale italiano (Firenze, n.1973)
- Paolo Lombardi, attore e doppiatore italiano (Siena, n.1944)